# South Valley
South Valley és una concentració de població designada pel cens dels Estats Units a l'estat de Nou Mèxic. Segons el cens del 2000 tenia 39.060 habitants.

## Demografia
Segons el cens del 2000, South Valley tenia 39.060 habitants, 12.820 habitatges, i 9.756 famílies. La densitat de població era de 510,9 habitants per km².
Dels 12.820 habitatges en un 37,6% hi vivien nens de menys de 18 anys, en un 51,1% hi vivien parelles casades, en un 17% dones solteres, i en un 23,9% no eren unitats familiars. En el 18,6% dels habitatges hi vivien persones soles el 6,4% de les quals corresponia a persones de 65 anys o més que vivien soles. El nombre mitjà de persones vivint en cada habitatge era de 3,03 i el nombre mitjà de persones que vivien en cada família era de 3,44.
Per edats la població es repartia de la següent manera: un 29,8% tenia menys de 18 anys, un 10,1% entre 18 i 24, un 28,6% entre 25 i 44, un 21,4% de 45 a 60 i un 10,1% 65 anys o més.
L'edat mediana era de 33 anys. Per cada 100 dones de 18 o més anys hi havia 97,2 homes.
La renda mediana per habitatge era de 30.879 $ i la renda mediana per família de 32.833 $. Els homes tenien una renda mediana de 25.560 $ mentre que les dones 21.973 $. La renda per capita de la població era de 13.217 $. Aproximadament el 17,4% de les famílies i el 21,7% de la població estaven per davall del llindar de pobresa.

## Poblacions properes
El següent diagrama mostra les poblacions més properes.